# 奇恩吉縣

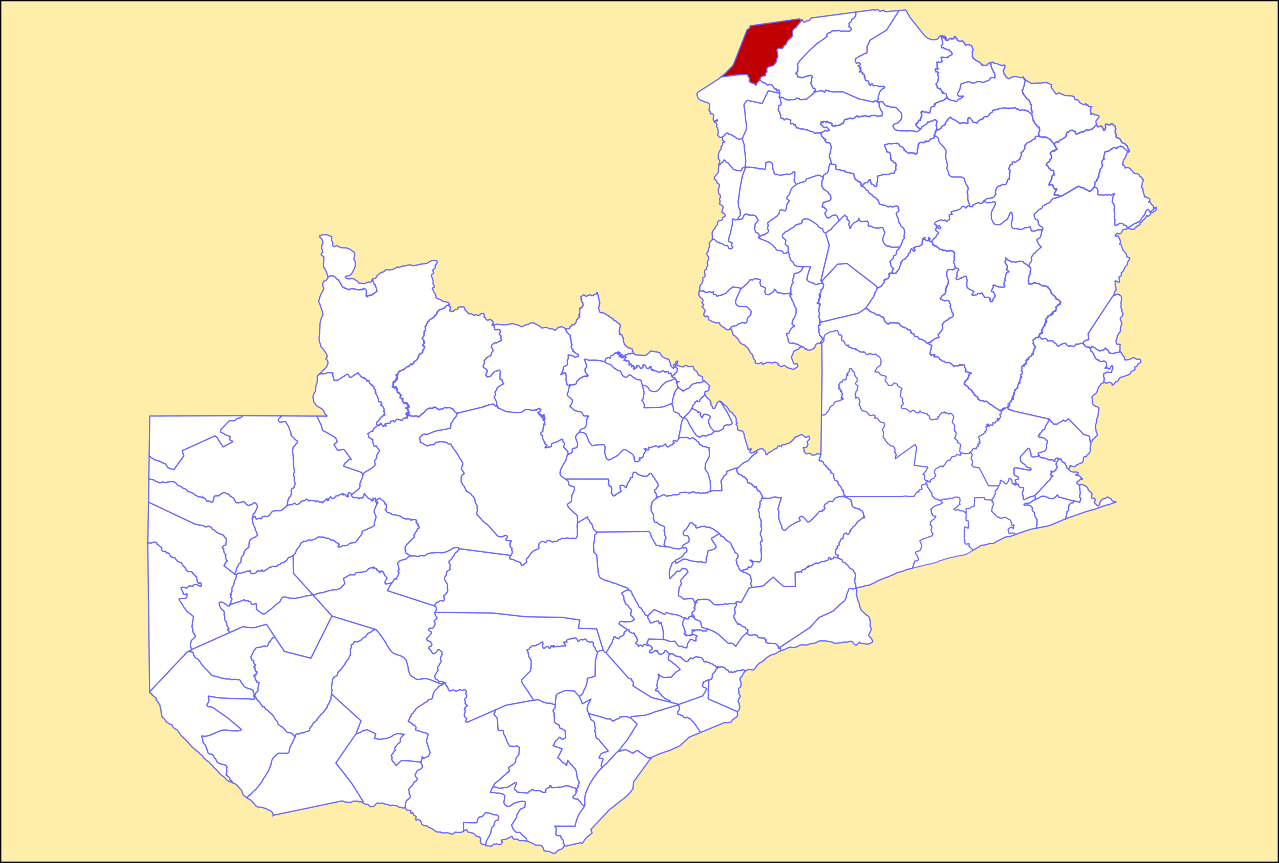

8°28′58″S 28°56′05″E / 8.4828°S 28.9347°E
奇恩吉縣（英語：Chiengi District），是贊比亞的縣份，位於該國北部，由盧阿普拉省負責管轄，首府設於盧阿普拉，面積3,965平方公里，2010年人口114,225，人口密度每平方公里28.8人。